# Наварро Ревертер, Хуан
Хуан Наварро Ревертер (исп. Juan Navarro Reverter; 27 января 1844, Валенсия — 2 апреля 1924, Мадрид, Испания) — испанский политический и государственный деятель, финансист, историк.

## Биография
Был членом Либеральной партии Испании, позже — испанской консервативной партии под руководством А. Кановаса дель Кастильо.
С 1903 года — пожизненный сенатор. Четыре раза занимал пост министра финансов Испании (23 марта 1895 — 4 октября 1897, 6 июля-30 ноября 1906, 4 декабря 1906 — 25 января 1907, 12 марта — 31 декабря 1912).
С 31 декабря 1912 по 13 июня 1913 года — государственный министр — министр иностранных дел Испании. Был кроме того председателем Государственного совета Испании.
Член Королевской академии испанского языка. (1914—1924)

## Награды
- Кавалер большого креста ордена Почётного легиона
- Большой крест Ордена Карлоса III (1911)
- Орден Изабеллы Католической
- Орден Полярной звезды
- Орден Христа
- Орден Святого Лазаря
- Большой крест Гражданского ордена за заслуги в области сельского хозяйства (1910)

## Избранные работы
- Del Turia al Danubio (1873)
- El impuesto sobre la renta, Páginas Escogidas (1912)
- Estudios Literarios
- Lo invisible y lo desconocido